# جمعية ثول
جمعية ثول (/ˈtuːlə/ ؛ (بالألمانية: Thule-Gesellschaft)‏، أصلا germanisches FÜR Studiengruppe Altertum ("مجموعة دراسة عن جرمانية العصور القديمة")، مجموعة تأسست في ميونيخ مباشرة بعد الحرب العالمية الأولى، سميت باسم شمال البلاد الأسطورية في الأسطورة اليونانية. المجتمع بارز بشكل رئيسي باعتباره المنظمة التي رعت دويتشه Arbeiterpartei (DAP؛ حزب العمال الألمان)، الذي أعاد تنظيمه لاحقًا من قبل أدولف هتلر إلى حزب العمال الوطني الاشتراكي الألماني (NSDAP أو الحزب النازي). وفقًا لسيرة حياة هتلر إيان كيرشو، فإن "قائمة عضوية المنظمة... تقرأ مثل" من هو من المتعاطفين مع النازيين في وقت مبكر والشخصيات الرائدة في ميونيخ "، بما في ذلك رودولف هيس وألفريد روزنبرغ وهانز فرانك ويوليوس ليمان وجوتفريد فيدر وديتريش إيكارت ووكارل هرير.
يدعي المؤلف نيكولاس جودريك كلارك أن هانز فرانك ورودولف هيس كانا عضوين في ثول، ولكن تم دعوة النازيين البارزين الآخرين فقط للتحدث في اجتماعات ثول أو أنهم غير مرتبطين بها تمامًا.  وفقا ليوهانس هيرينغ، «لا يوجد دليل على أن هتلر حضر على الإطلاق أجتماعات جمعية ثول.» 

## المعتقدات
كان التركيز الأساسي لجمعية ثول هو ادعاء يتعلق بأصل جنس الآرية. في عام 1917، كان على الأشخاص الذين أرادوا الانضمام إلى «الرهبانية الجرمانية»، والتي طورت منها جمعية ثول في عام 1918، توقيع «إعلان إيمان دموي» خاص بشأن نسبهم: 
 يقسم الموقِّع بأحسن معرفته واعتقاده بأنه لا يتدفق أي دم يهودي أو ملون في عروقه أو زوجته، وأن أسلافهم ليسوا أعضاء في الأجناس الملونة. 

## أنشطة
اجتذبت جمعية ثول حوالي 250 من المتابعين في ميونيخ وحوالي 1500 في مكان آخر من بافاريا. 